# 8475 Всевоіванов
8475 Всевоіванов (8475 Vsevoivanov) — астероїд головного поясу, відкритий 13 серпня 1985 року.
Тіссеранів параметр щодо Юпітера — 3,175.